# Mesosetum ansatum
Mesosetum ansatum är en gräsart som först beskrevs av Carl Bernhard von Trinius, och fick sitt nu gällande namn av João Geraldo Kuhlmann. Mesosetum ansatum ingår i släktet Mesosetum och familjen gräs. Inga underarter finns listade i Catalogue of Life.